# Синдром Джанотті — Крості
Синдром Джанотті—Крості (англ. Gianotti–Crosti syndrome; також відомий як Дитячий папульозний акродерматит, Папульозний акродерматит дитячого віку, Папуло-везикулярний синдром з локалізацією на кінцівках, англ. infantile papular acrodermatitis, papular acrodermatitis of childhood, papulovesicular acrolocated syndrome) — дитяча хвороба (синдром) інфекційного походження, яка перебігає з висипом, лімфаденопатією та гострим безжовтяничним гепатитом.
Ф. Джанотті та А. Крості спочатку описали синдром як асоційоване з висипом ураження вірусом гепатиту В, тому вони назвали його «дитячим папульозним акродерматитом». Пізніше було виявлено, що подібна сукупність симптомів пов'язана з декількома інфекційними агентами та імунізаціями, що отримали назву «папуловезикулярних синдромів з локалізацією на кінцівках». Подальші ретроспективні дослідження показали, що вони не відрізняються один від одного, і тепер об'єднані під об'єднавчою назвою «синдром Джанотті—Крості». Окрім вірусу гепатиту В вважається, що віруси Епштейна—Барр, гепатиту А, гепатиту С, цитомегаловірус, віруси Коксакі A16, B4 та B5 і деякі інші види роду Ентеровірус, аденовіруси, ротавіруси, краснухи, ВІЛ, парагрипу, парвовірус В19, респіраторно-синцитіальний вірус, вірус герпесу 6-го типу, контагіозного молюску, паравакцини здатні спричинити цей синдром, який найперше є реакцією шкіри на вірусну інфекцію.
Разом з цим виявлено, що деякі бактерії також асоціюються з цим синдромом: бета-гемолітичний стрептокок групи A, Mycobacterium avium-intracellulare, Mycoplasma pneumoniae (збудник респіраторного мікоплазмозу), Bartonella henselae (збудник хвороби котячих подряпин), Borrelia burgdorferi (один зі збудників хвороби Лайма), менінгококи.
Виявлено асоціацію синдрому з вакцинацією проти поліомієліту, дифтерії, грипу, кашлюку, кору, натуральної віспи, гепатиту A, гепатиту B.
Вважається, що в залежності від географічного регіону йде превалювання того чи іншого збудника в утворенні синдрому, але через зменшення випадків гепатиту В через ефективну вакцинацію проти нього основним збудником, якій спричинює синдром у світі, є вірус Епштейна — Барр.

## Етимологія
Названо на честь італійських дерматологів Фердінандо Джанотті та Агостіно Крості.

## Епідеміологічні особливості
Зазвичай виникає у дітей віком від 3 місяців до 15 років, найчастіше — у дітей віком 1-6 років. Більше 90 % пацієнтів молодші 4 років, середній вік — від 15 місяців до 2 років.

## Патогенез
Найбільш імовірним поясненням висипу є локальна реакція гіперчутливості IV типу на вірусний або бактеріальний антиген, який потрапив всередину шкіри. Це засновано на імуногістохімічній характеристиці шкірного запального інфільтрату. Разом з цим результати прямого імунофлюоресцентного дослідження шкіри завжди негативні. Електронна мікроскопія ніколи не виявляла вірусів, що підозрюються у провокуванні реактивного процесу.
Рідкість синдрому у дорослих свідчить про довічний імунітет до звичайного вірусного збудника. Синдром частіше зустрічається серед дітей з атопічним дерматитом, що свідчить про імунний механізм його виникнення. Повідомлялося також про підвищену активність бета-дефенсину-4 людини в епідермісі, що вказує на вірусну антигенемію, а не на реакцію гіперчутливості типу IV, як можливу причину синдрому у деяких випадках. Однак наразі точний механізм пошкодження не виявлений. Жодної генетичної або сімейної схильності не знайдено.

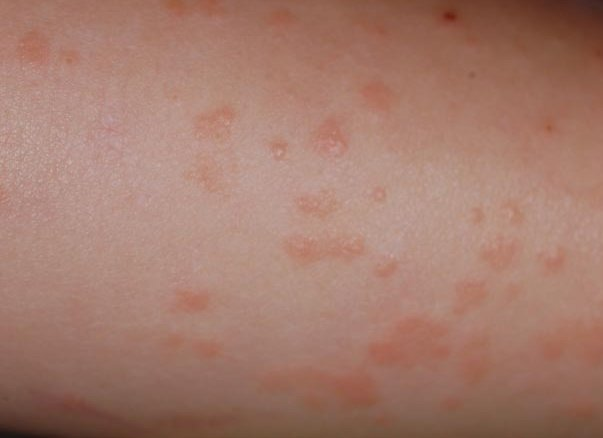
Дрібні рожеві папули при синдромі Джанотті—Крості

## Клінічні прояви
Висип є головним проявом хвороби. Виникають на обличчі, сідницях та на розгинальній поверхні кінцівок. Являють собою множинні папули, які симетрично розташовані, дискретні, червоно-бурі та плоскі. Висип зникає, як правило, за 2—4 тижні, хоча іноді може тривати до 4-х місяців. Зрідка буває рецидив висипу. Нові елементи висипу можуть продовжувати з'являтися впродовж 8-11 тижнів. На пізній стадії висипу може бути свербіж. Тулуб практично вільний від висипу, але іноді короткочасне висипання може статися. Тулуб, коліна, лікті, долоні та підошви залучаються рідко, і, як правило, широке залучення тулуба не відповідає діагнозу синдрому Джанотті-Крості. Слизова оболонка не задіяна. Окремі папули є мономорфними і мають розмір від 1 до 5 мм. Вони можуть бути геморагічними або з набряком, аж до утворення везикул. Вони можуть іноді зливатися з іншими папулами. Обличчя може бути єдиною областю висипу, тоді це спричинює вірус Епштейна — Барр. Гепатоспленомегалія (збільшення печінки та селезінки) і лімфоаденопатія є рідкісними.

## Прогноз
Є сприятливим. Пізніх ускладнень не описано. Подальше прогнозування залежить від тієї причини, яка призвела до розвитку синдрому, як це відбувається при гепатиті B, при якому можливі серйозні наслідки для здоров'я.

## Діагностика
Як правило, не потрібно проводити лабораторні дослідження у пацієнтів із синдромом. Жовтяниця або збільшення печінки потребує пошуку гепатиту В та підвищення активності амінотрансфераз. Однак підвищений рівень їхньої активності, швидше за все, пов'язаний з наявністю вірусу Епштейна — Барр. У рідких ситуаціях для диференційної діагностики проводиться біопсія шкіри. Результати біопсії шкіри неспецифічні та корисніші для виключення інших захворювань. В епідермісі йде вогнищевий спонгіоз, паракератоз, легкий акантоз та псоріазоформна епідермальна гіперплазія. У верхніх шарах шкіри йде помірно інтенсивний периваскулярний інфільтрат лімфоцитів та гістіоцитів із нечисленними розсіяними еозинофілами. Позасудинні еритроцити можуть бути виявлені в сосочковому шарі шкіри.

## Лікування
Синдром — доброякісний самообмежений стан, якій не потребує лікування. Глюкокортикостероїди на шкіру (рекомендується триамцинолон), як правило, не ефективні. Системне лікування антигістамінними препаратами (гідроксизин, що є ще снодійним і седативним засобом) зменшує свербіж.